# 谷口惠
谷口惠（日语：谷口 めぐ，1998年11月12日—）是日本偶像藝人，為女子偶像團體AKB48前成員，東京都出身，所屬經紀公司為A.M.娛樂。2024年5月30日自AKB48畢業。

## 經歷
2013年1月19日，谷口參與AKB48第15期研究生遴選合格。此後即以「準研究生」身分在AKB48活動，但並未正式向外界披露。
2014年4月14日，從準研究生升格為正式研究生。在Team B「Waiting」公演中作為伴舞出道。6月11日，在Team K 6th「RESET」公演中作為支援成員出道。10月3日，在Team A 5th「戀愛禁止條例」公演中和飯野雅一同升格為Team A正式成員，成為AKB的15期生中最晚升格的兩人。
2015年3月25日，AKB48成立新的衍生組合「小蝸牛Chu!」，谷口為7名成員之一，翌日，在AKB48春季單獨演唱會上發布的人事異動中，宣布為橫山Team A的成員。10月16日，在田原總一朗選拔的初日公演中擔任中心成員。
2016年6月18日，在AKB48第45張單曲選拔總選舉中，以第69名的成績首次進入圈內，成為「Upcoming Girls」的一員。
2017年6月17日，在AKB48第49張單曲選拔總選舉中，以第45名的成績進入「Next Girls」。
2020年12月25日，加盟經紀公司A.M.娛樂。
2024年3月19日，在「我的太陽」公演宣布將在同年5月畢業。5月30日，在AKB48劇場舉行畢業公演，正式從AKB48畢業。

## 人物

### 家庭組成
- 有一個哥哥。

### 特長
- 從小學2年級即開始學習藝術体操，身體非常柔軟。
- 雖然出身東京，在加入AKB48以前每年都會回到鄉村老家的河里游泳[5]。

### 生活習慣
- 拿筷子時使用左手，但執筆時是右撇子[6]。
- 討厭的食物是蔥和茄子[7]。
- 並不喜歡動物。家中僅飼養了一隻鸚鵡[8]。

### 其他
- 將來的目標是成為演員[9]。
- AKB中最憧憬的前輩是島崎遙香，尊敬的前輩則是橫山由依。

## 音樂作品

### AKB48單曲CD
|      | 發行日期       | 單曲名稱           | 參與歌曲名稱       | 分組名義              | 收錄版本   | MV | 備註               |
| ---- | -------------- | ------------------ | ------------------ | --------------------- | ---------- | -- | ------------------ |
| 38th | 2014年11月26日 | 希望無限           | 順從的Slave        | Team A                | Type-A     | ★  |                    |
| 40th | 2015年5月20日  | 我們不戰鬥         | 卡夫卡與小蝸牛Chu! | 小蝸牛Chu!            | Type-B     | ★  |                    |
| 42nd | 2015年12月9日  | 紅唇Be My Baby     | 你你你…            | 次世代選拔            | Type-A     | ★  |                    |
| 42nd | 2015年12月9日  | 紅唇Be My Baby     | 溫柔的place        | Team A                | Type-A     | ★  |                    |
| 43rd | 2016年3月9日   | 你是旋律           | LALALA訊息         | 次世代選拔            | 全版本     | ★  |                    |
| 43rd | 2016年3月9日   | 你是旋律           | 獻給M.T.           | Team A                | 劇場盤     |    |                    |
| 44th | 2016年6月1日   | 不需要翅膀         | Set me free        | Team A                | Type-A & B | ★  |                    |
| 45th | 2016年8月31日  | LOVE TRIP/分享幸福 | 2016年的Invitation | Upcoming Girls        | Type-D     | ★  |                    |
| 46th | 2016年11月16日 | High Tension       | 壓抑不了的衝動     | Waiting Circle        | 全版本     | ★  |                    |
| 48th | 2017年5月31日  | 空有愿望           | 明滅女人香         |                       | Type-B     | ★  |                    |
| 49th | 2017年8月30日  | ＃就是喜歡你       | 不知所措猶豫不決   | Next Girls            | Type-A     | ★  |                    |
| 50th | 2017年11月22日 | 11月的腳鏈         | 微笑的瞬間         | 7秒後，就喜歡上你了。 | Type-C     | ★  |                    |
| 51st | 2018年3月14日  | Ja-Ba-Ja           | Position           | AKB48新生代選拔       | Type-D、E  | ★  |                    |
| 52nd | 2018年5月30日  | Teacher Teacher    | 新鐘聲             | Team B                | Type-C     | ★  |                    |
| 53rd | 2018年9月19日  | 感傷列車           | 百合會盛開嗎？     |                       | 劇場盤     |    |                    |
| 54th | 2018年11月28日 | NO WAY MAN         | 想放空池水         |                       | 全版本     | ★  |                    |
| 55th | 2019年3月13日  | 回憶上心頭DAYS     | Generation Change  | AKB48 B面選拔         | Type-A     | ★  |                    |
| 56th | 2019年9月18日  | 持續愛你           | 青春 反始          | AKB48 B面選抜         | Type-B     | ★  |                    |
| 58th | 2021年9月29日  | 一切都成Rumor      | 一切都成Rumor      |                       | 全版本     | ★  | A面曲 首次進入選拔 |
| 59th | 2022年5月18日  | 是前男友           | 是前男友           |                       | 全版本     | ★  | A面曲              |
| 59th | 2022年5月18日  | 是前男友           | Angie              | Team 4                | 劇場盤     |    |                    |
| 60th | 2022年10月19日 | 久違的Lip Gloss    | 命運之歌           | 1st Generation        | 劇場盤     |    |                    |
| 61st | 2023年4月26日  | 無論如何都喜歡你   | Da Re Da           | Universe Girls        | 劇場盤     |    |                    |
| 62nd | 2023年9月27日  | 如果不是偶像的話   | 你還記得我嗎       | 2nd Campus            | Type-C     |    |                    |
| 63rd | 2024年3月13日  | 美瞳Wink           | 瞄準獅子！         | Universe Girls        | 劇場盤     |    |                    |

### AKB48專輯
|     | 發行日期       | 單曲名稱                          | 參與歌曲名稱                  | 分組名義   | 收錄版本        | 備註 |
| --- | -------------- | --------------------------------- | ----------------------------- | ---------- | --------------- | ---- |
| 6th | 2015年1月21日  | 這裡是羅德斯島、在這裡跳吧！ （ここがロドスだ、ここで跳べ!） | Oh! Baby!                     | Team A     | Type-A          |      |
| 7th | 2015年11月18日 | 0與1之間 （）                     | Clap                          | Team A     | Million Singles |      |
| 7th | 2015年11月18日 | 0與1之間 （）                     | 從那時起我不能再專心學習 （あれから僕は勉強が手につかない） | 小蝸牛Chu! | Theater Edition |      |
| 8th | 2017年1月25日  | 点时成菁 （サムネイル）                     | 那天的自己 （あの日の自分）               |            | 全版本          |      |

### 劇場公演UNIT曲
- Team A「恋愛禁止条例」公演
  - 戀愛禁止條例
  - 心型病毒
  - 傲嬌女生
- Team K「RESET」 公演
  - 奇蹟趕不及
- 田原總一朗「怎麼辦？！怎麼做？！AKB48」
  - 愛的加速器
  - 大部分的回憶
- Team A 7th Stage「獻給M.T.」
  - She's gone
  - 改变的日程表
- Team K「最終鐘聲鳴響」公演
  - 对不起 我的宝石
- 小嶋陽菜「好感度爆表」 
  - 从背后紧紧相拥
- 外山大輔（日语：外山大輔）「密涅瓦呀，起風吧」
  - 记忆的两难
- 「點時成菁」公演
  - 过错
- 青木宏行「世界充滿著夢想」
  - 制服比基尼

## 戲劇演出

### 電視劇
- 馬路須加學園5（日本電視台、Hulu，2015年8月25日 - 10月28日）- 飾 Head（ヘッド）
- AKB恐怖夜 肾上腺素之夜（朝日電視台，2015年12月10日）- 飾 由紀
- AKB戀愛夜 戀工場（日语：AKBラブナイト 恋工場）（朝日電視台，2016年5月19日）- 飾 菜摘
- 豆腐職業摔角完結篇（朝日電視台，2017年7月2日）
- 馬路無理學園（2018年7月25日 - 播出中，日本電視台） - 飾演 茨維因 / 菊池知子

### 朗讀劇
- 朗讀劇「腎上腺素之夜」（東京六本木Zepp Blue Theater（日语：六本木ブルーシアター），2015年10月6日）

### 舞台劇
- AKB49～戀愛禁止條例～（东京AiiA Theater Tokyo，2014年9月11日 - 9月16日）
- 馬路須加學園 〜京都・血風修學旅行〜（东京AiiA Theater Tokyo，2015年5月14日 - 5月19日）- 飾 Heko

## 綜藝節目
- R的法則（NHK教育頻道，2015年6月3日 -）- 第6期成員
- AKB48的今夜來外宿（日本電視台，2015年10月5日 -）
- AKBINGO!（日本電視台，2015年 -）
- 有吉AKB共和国（TBS電視台，2015年 -）

## 外部連結
- AKB48官方個人資料頁（页面存档备份，存于）（日語）
- 谷口惠的Instagram帳戶（日語）
- 谷口めぐ（AKB48）のトーク（页面存档备份，存于） - 755（日語）
- 谷口惠的X（前Twitter）（日語）